# شاتو موزار
شاتو موزار هو مصنع نبيذ لبناني يقع في غزير ، لبنان ، على 24 كيلومتر (15 ميل) مدينة غزير. شمال العاصمة بيروت .   تنمو عنب الموزار في وادي البقاع ، وهو وادٍ مشمس خصيب يقع على ارتفاع 1,000 متر (3,300 قدم) ،  تقع على بعد 40 كـم (25 ميل) شرق بيروت.

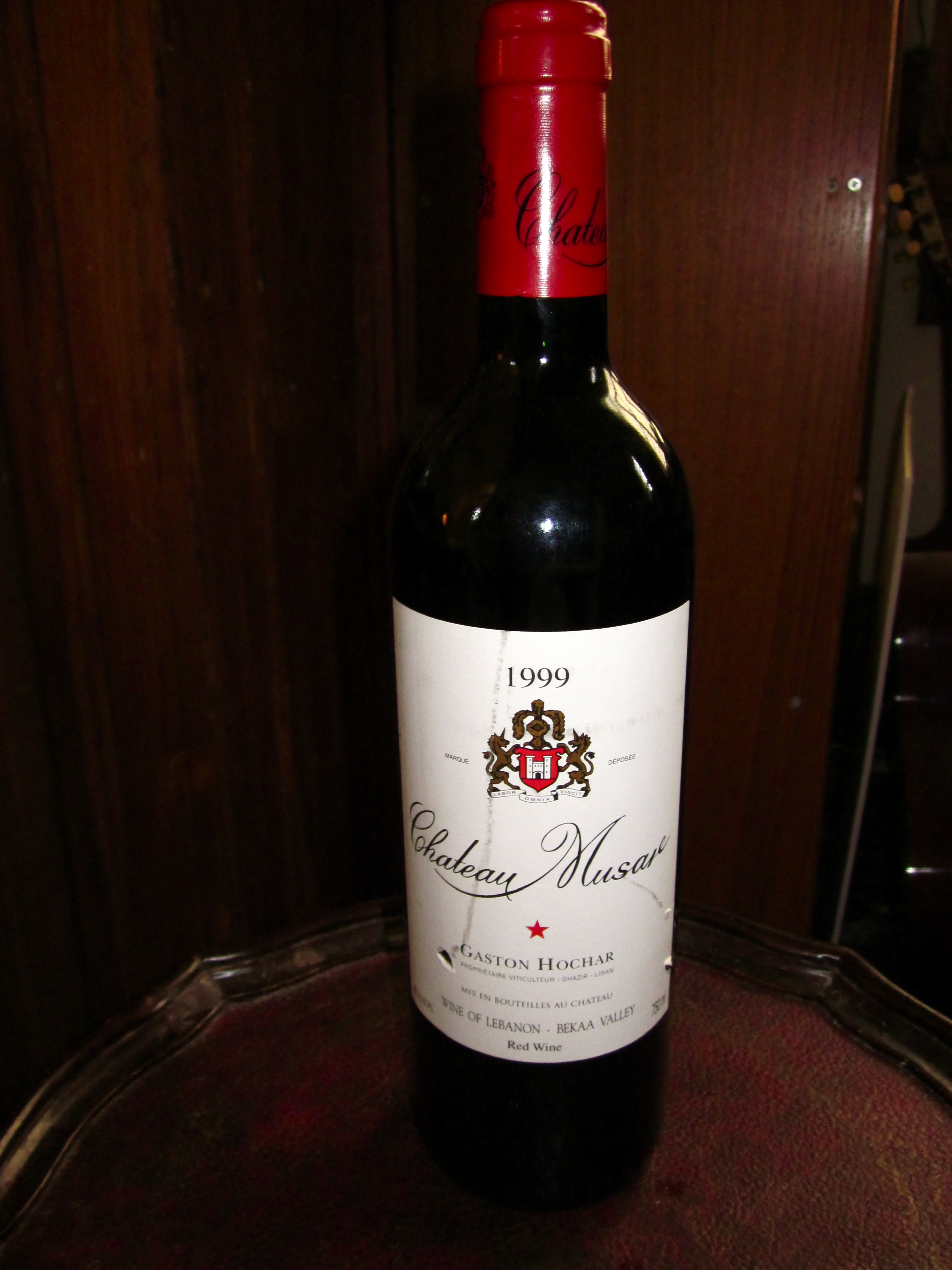
زجاجة شاتو موزار 1999

## تاريخ المصنع
تم تأسيس مصنع النبيذ على يد جاستون هوشار في عام 1930 بعد عودته من بوردو ، فرنسا .    خلف جاستون هوشار أبناؤه رونالد وسيرج هوشار ، حيث تولى الأخير إدارة العقار من عام 1959 حتى وفاته أثناء السباحة في المكسيك في عام 2014،  وتولى رونالد هوشار مسؤوليات قسم التسويق والتمويل من عام 1962.   وقد خلف أبناؤه سيرج هوشار في إدارة مصنع النبيذ. يتولى جاستون هوشار الآن مسؤولية الإدارة اليومية للمصنع، ويتولى مارك هوشار مسؤولية الجوانب التجارية للمصنع. 
في ثلاثينيات وأربعينيات القرن العشرين، عندما كان لبنان تحت السيطرة الفرنسية ، كان مصنع النبيذ عميلاً مهمًا لقوات الجيش الفرنسي المحلية المتمركزة في لبنان. كان الضابط الفرنسي رونالد بارتون (الذي أطلق جاستون على ابنه الثاني اسمه)، والذي كان متمركزًا في لبنان، مؤثرًا للغاية في التطوير المبكر لنبيذ شاتو موزار، حيث كان بارتون مرتبطًا بمصانع النبيذ في بوردو شاتو لانغوا بارتون وشاتو ليوفيل بارتون . 
في عام 1959، أصبح سيرج هوشار صانع نبيذ في شاتو موزار، بينما كان يكمل دراساته في صناعة النبيذ في جامعة علم صناعة النبيذ في بوردو، تحت إشراف جان ريبيرو وإميل بينو. 
قبل الحرب الأهلية اللبنانية (1975-1990)، كانت أغلب أنواع نبيذ شاتو موزار تُباع في الأسواق المحلية، إلا أن الحرب غيّرت ذلك. ساعد رونالد هوشار، نجل جاستون هوشار، في تسويق النبيذ في الخارج، ومنذ أواخر السبعينيات وأوائل الثمانينيات أصبح النبيذ أكثر شعبية في الخارج. 
تم الاكتشاف الدولي لـ موزار في معرض بريستول للنبيذ عام 1979 عندما اختار المزاد العلني والذواق مايكل برودبنت والصحفي روجر فوس موزار 1967 باعتباره "اكتشاف المعرض". 
على الرغم من الحرب الأهلية في لبنان والتوترات المتكررة، باستثناء محصول عام 1976، تم إنتاج النبيذ في القصر كل عام، مع عمل الموظفين أحيانًا في ظروف عالية الخطورة.     (تم تصنيعه عام 1984، على الرغم من الصعوبات التي واجهتها عملية نقل العنب إلى مصنع النبيذ. ولم يتم طرحه تجاريًا بعد.) تم رفع السرية عن إنتاج عام 1992 من نبيذ شاتو موزار الأحمر بسبب ضعف موسم الحصاد. 
على الرغم من إجراء مقارنات أحيانًا مع نبيذ بوردو أو نبيذ بورغوندي أو نبيذ الرون ، إلا أنه غالبًا ما يُزعم أن نبيذ موزار فريد من نوعه.   بسبب فلسفة صناعة النبيذ التي يتبناها سيرج هوشار، فإن إنتاج النبيذ الخاص به غير متناسق بشكل ملحوظ. 

## إنتاج المصنع
النبيذ الأحمر، وهو الأكثر شهرة، مصنوع من عنب كابيرنت ساوفيجنون ، وسينسو ، وكارينيان ، وجريناش ، ومورفيدر بكميات متفاوتة كل عام.  يتم تصنيع النبيذ الأبيض من عبيدة (مرتبط بشاردونيه ) ومرواح (مرتبط بسيميون ). يحتوي كلا النبيذين على عنب بوردو الكلاسيكي، ومع ذلك فهما مختلفان للغاية، حيث يتم تصنيعهما بأسلوب النبيذ الطبيعي مع اختلاف كبير في الزجاجة . تتحسن أنواع النبيذ عمومًا مع مرور الوقت، سواء الأحمر أو الأبيض.
كما ينتجون نبيذًا من كرم واحد، وهو هوشار، وهو مشابه للنبيذ الأحمر موزار ولكنه يتقادم في خشب البلوط لمدة 9 أشهر فقط، ويمكن شربه في سن أصغر، بالإضافة إلى مجموعة كيوفيه موزار، وكلاهما يتم إنتاجه باللون الأحمر والأبيض والوردي .  يتم إصدار هوشار الأب والابن في وقت سابق ويمكن استخدامه كمؤشر على شكل نبيذ شاتو موزار. يبلغ سعره عادة حوالي نصف سعر شاتو موزار العادي. وقد بدأوا أيضًا في إنتاج مجموعة مطاعم، موزار موزايك ، ونبيذ من العنب الأصغر لديهم، جوان موزار.

## روابط خارجية
- الموقع الرسمي لشاتو موزار